# Gerold von Jerusalem
Gerold von Jerusalem (Gerold von Flandern oder Gerald von Lausanne; französisch meist Giraud; † 7. September 1239) war Abt der Abtei Molesme und dann der Abtei Cluny, sowie von 1225 bis 1238 Lateinischer Patriarch von Jerusalem.

## Leben
Gerold gehörte zunächst dem Zisterzienserorden an. 1208 wurde er zum Abt der Abtei Molesme gewählt, ehe er 1215 zum Abt der Benediktinerabtei Cluny gewählt wurde. In dieser Position war er in den Erbfolgekrieg um die Champagne verwickelt. Er war immer wieder in päpstlichem Auftrag unterwegs. So erhob und verwaltete er beispielsweise im Jahr 1215 die Kreuzzugsgelder und leitete sie an den Schatzmeister des Templerordens in Paris weiter. 1220 wurde Gerold durch einen personellen Tausch Bischof von Valence. Auf Teile der Besitzungen der Diözese erhob der benachbarte Adlige Aymar II. von Poitiers-Valentinois Anspruch. Gerold konnte dem Druck des Adligen auf Dauer nichts erwidern und bat 1224 Papst Honorius III. um seine Entlassung als Bischof. Der Papst lehnte den Rücktritt von Gerold ab und ernannte ihn stattdessen zum Patriarchen von Jerusalem. Auf Anordnung des Papstes sollte Gerold in Valence noch die Wahl seines Nachfolgers überwachen. Als Patriarch von Jerusalem erlebte Gerold den Kreuzzug Friedrichs II. mit und stand diesem sehr kritisch gegenüber.
Er starb wahrscheinlich am 7. September 1239.